# 高師小僧

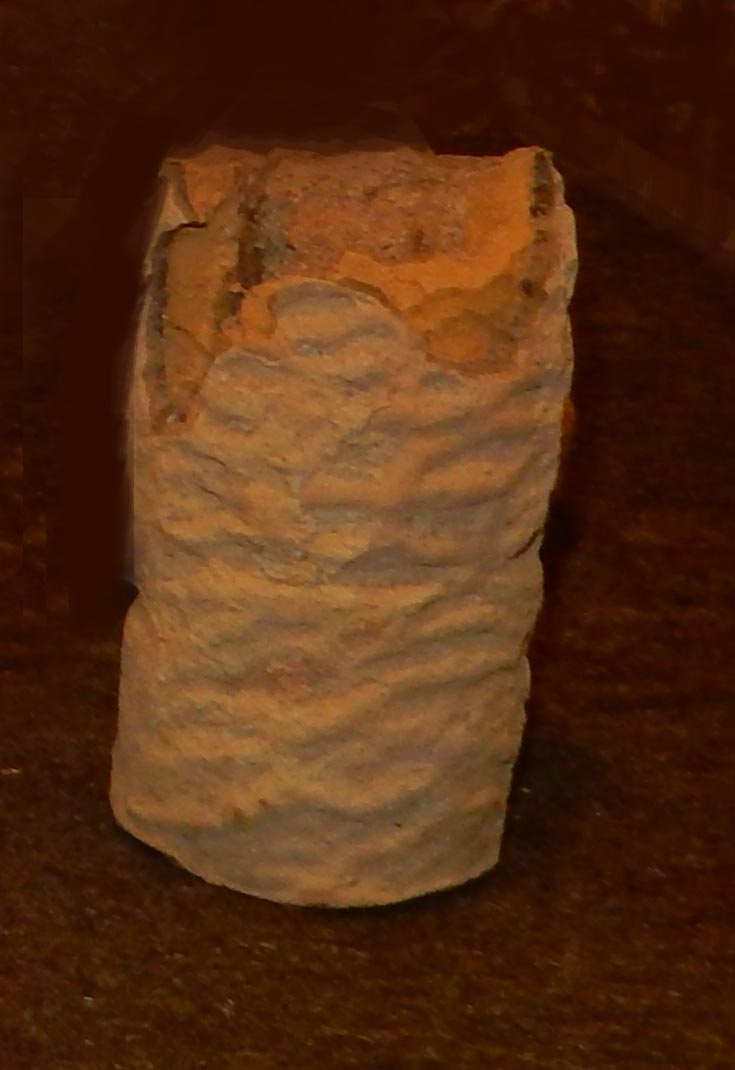
豊橋市地下資源館所蔵の高師小僧

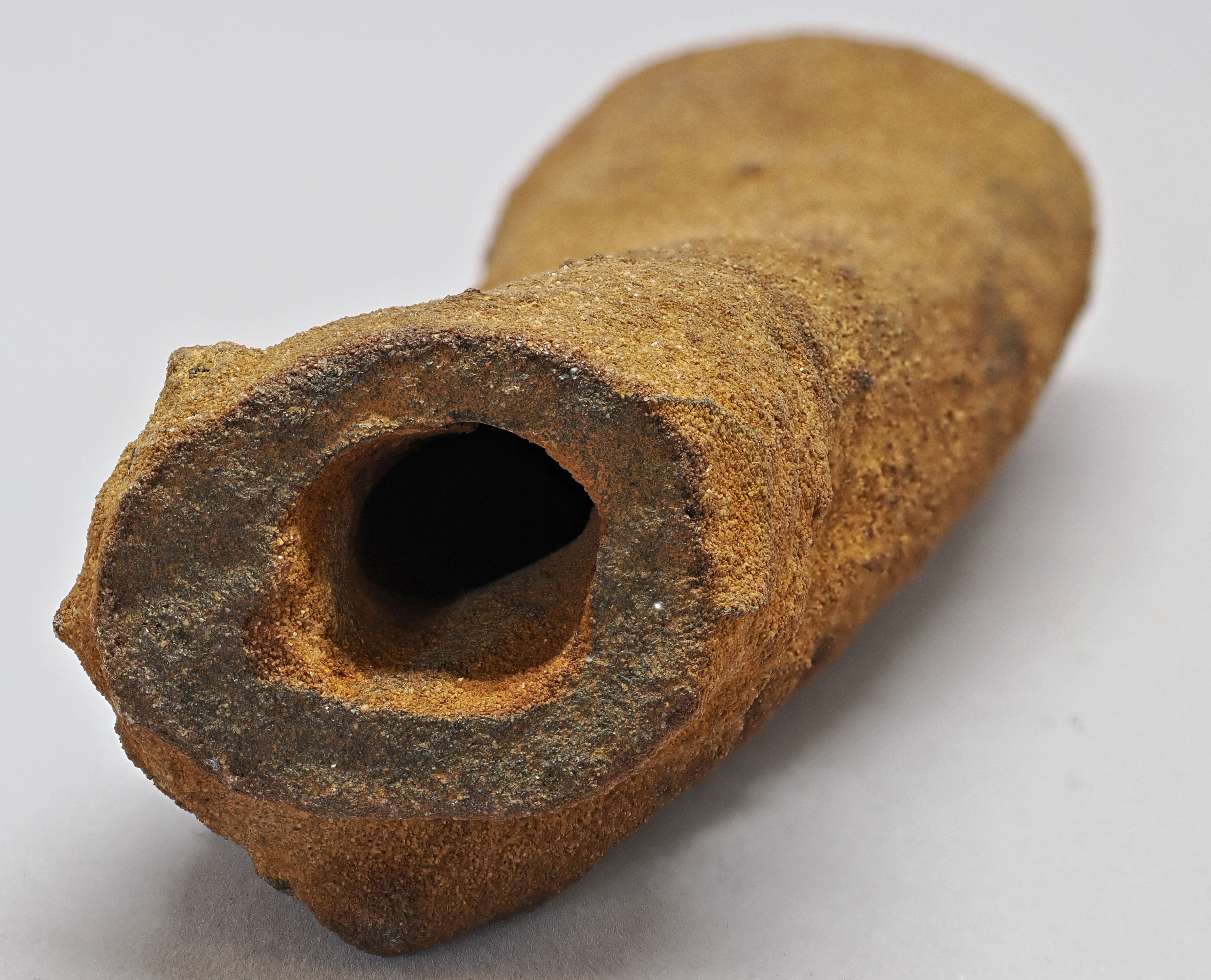
（参考/ドイツ産）管状の褐鉄鉱コンクリーション

高師小僧（たかしこぞう）は、土の中で生成される管状や樹枝状の褐鉄鉱の固まり。団塊（ノジュールまたはコンクリーション）の一種。

## 名称
1895年（明治28年）小藤文次郎が愛知県高師村（当時、現・豊橋市）で採集した標本を「高師小僧」として論文（『地質学雑誌』）で報告、地方名が学術語になる形で、日本の鉱物学でその後次第に定着したと考えられている。
豊橋市の高師原一帯に産出する高師小僧は、江戸末期から明治中期にかけての地誌には「タカシコゾウ」「高足童（タカシコゾ）」と紹介されていて、他に古くから「土殷孽（ドインゲツ）」「キツネノコマクラ」「管石（クダイシ）」などの名があった。
高師小僧の名は、形状が幼児、鳥、人形などに似ているからとされる。
高師原のものが著名だが、産出地はほかにもある。なお、著名なものは天然記念物に指定され、文化財保護法に基づいて埋蔵状態で保護され採取が禁止されていることがあるので注意が必要。
近隣の武豊町富貴付近に産出する高師小僧には「富貴小僧」の俗称もある 。
江戸時代・明治時代の本草学の書や物産の目録にも各地の高師小僧にあたる「土殷孽」「石棗（イシナツメ）」「無名異（ムミョウイ）」が見つかっており、木内重暁の『雲根誌』（1773年）には内海の土殷孽と日間賀島の石棗が、内藤正参の『張州雑志』（1789年）にも石棗が記載されている。また松浦武四郎の樺太紀行録に土殷孽の挿絵があり、三重県の松浦武四郎記念館には同県雲出川産の土殷孽の標本もある。
高師原一帯では板状に固まった褐鉄鉱である「鬼板」も産出する。

## 性質と生成条件
形状は管、筒あるいは棒状のほか、紡錘状、球状、塊状など。高師原の高師小僧では、長さは数cmから約20cm程度。典型的なものは、芯が空洞・短径断面がリング状となった中空で、鉄質の成分が厚さ0.1 - 1 mm程度の層をなし同心円状に集まった構造。色は赤褐色で、光を当てると土状光沢を呈する。
主成分は水酸化第二鉄または含水第二鉄燐酸塩鉱物。高師原の高師小僧では針鉄鉱を析出するが結晶度は低い。菱鉄鉱、藍鉄鉱系酸化鉱物、カコクセン石などを含むこともある。
比較的若い堆積物中において、地下水に含まれる鉄が、主に土中の植物の根や茎の周りに集積して形成される。空洞部分に植物の繊維組織が残ることが多く、長径方向が地層を貫くように垂直な状態で見つかることが多いことは、これと整合する。
還元状態の土・地下水中の水酸化鉄が二価から酸化して三価となると考えられているが、有機物を介さず酸化沈殿する無機説と、鉄バクテリアの働きが酸化沈殿を担うとする有機説がある。電子顕微鏡による内部の観察で鉄バクテリア生物の痕跡や被膜とみられる構造が認められるという報告もある。
植物の根の周りでは、周囲が酸素に乏しい還元状態にあっても根から酸素が供給され、更に植物が枯れた後も維管束からストローのように酸素が行き渡り、鉄の酸化沈殿が進行する。枯れた後のほうがより酸素が通り反応は進む。一連のプロセスは基本的には湿地帯を好条件とし、アシやイネなどが茂る環境や、泥質で有機物に富む堆積物で形成されやすい。生痕などでも形成されうる。
水田の土層などには、還元状態の青灰色のグライ層中にできる赤褐色の斑模様の斑鉄、斑紋が現れることがある。また同様に根の周りに生じるroot plaqueも知られている。このような鉄の酸化物は、植物が生きている有機物の多いとき、また堆積物に覆われ酸素を含む水の流入が抑えられたときには、三価鉄が再び還元されることも起こりうる。
それにもかかわらず高師小僧が残り形成作用が続く理由として、酸化消費に伴う二価鉄の流れ込みと鉄バクテリアの働きで根の周囲に鉄が濃集していき、加えて成長していく三価鉄の層がその外側からの還元物質の流れ込みを防ぐ殻となって、内部では酸化状態が維持されるという説がある。
吉田・松岡(2004)によれば、造成や道路工事に伴う地質調査で高師小僧が確認された範囲は豊橋市西幸町から野依町にかけてで、高師原と天伯台地に跨る。産出する地層は中部更新統の渥美層群中、豊橋累層寺沢砂質粘土層のうち厚さ数 mのシルト質の層。
鹿児島県志布志市の高師小僧は、入戸火砕流によって植物の根が燃やされ、地下水中の鉄分と交代して生成されたといわれている。

## 利用
高師小僧の鉄の含有率は3割程度で、鬼板が4割程度であるのに比べると低いこと、産地が限られること、しばしばリンを含むことなどから、製鉄原料としてはあまり適さず、実際に利用した記録も見つかっていない。鉄不足が深刻となった第二次世界大戦中には製鉄が試みられたこともあったが、質が良くなく実用には至らなかったという。
愛知県の産地では、高師小僧の乾燥粉末を止血の傷薬に用いていた記録や口伝がある。土殷孽についても薬効を記した文献がある。

## 天然記念物に指定されている高師小僧

### 国の天然記念物
- 名寄高師小僧（北海道名寄市）

1939年（昭和14年）9月7日に国の天然記念物に指定。同市瑞穂の有利里川支流・瑞穂川の川床の粘土から発見されている。指定面積2,300 m3。名寄市北国博物館には標本および産出層のはぎ取り標本が所蔵・展示されている。なお、名寄盆地には球状の褐鉄鉱「名寄鈴石」が分布し、同市緑丘の分布地は同じく国の天然記念物に指定されている。
- 別所高師小僧（滋賀県日野町）

### 都道府県指定天然記念物
- 高師小僧（愛知県豊橋市）

1957年（昭和32年）10月4日に愛知県天然記念物に指定。名寄高師小僧が1939年（昭和14年）、別所高師小僧が1944年（昭和19年）にそれぞれ国の天然記念物に指定されているが、豊橋市高師原の高師小僧は模式地に相当するにもかかわらず、指定は後になっている。少なくとも1935年（昭和10年）には、天然記念物として保護すべきとする提言が存在していた。なお、この頃高師原には陸軍第15師団が配置され、練兵場となった原野には高師小僧が分布していて、終戦後農地などに転用された後、指定に至った。
当初の指定地は、同市西幸町の現・豊橋市立高師台中学校の校庭南側の一部、面積165 m3。次第に分布地が減少してきたことを受け、2000年（平成12年）11月21日に同町内の浜池公園、面積350 m3が追加指定されている。浜池公園では標本の展示が行われている。

### 市町村指定天然記念物
- 高師小僧（富山県南砺市）

1997年（平成9年）10月6日に市天然記念物に指定。同市岩木の北谷島の沼周辺で発見されている。
- 堀松の高師小僧（石川県志賀町）[30]
- 釜無川右岸の高師小僧（山梨県韮崎市）

1979年（昭和54年）3月23日に市天然記念物に指定。釜無川右岸の河岸段丘で発見されている。

## 収蔵
豊橋市地下資源館、豊橋市自然史博物館の両博物館は高師小僧の標本を展示しており、ほかにも日本国内に展示を行う博物館がある。豊橋市高師原の産地周辺ではほかに、豊橋市南部を中心に小学校・中学校・高等学校や公民館で標本の展示・収蔵を行うところがある。

## 類似の固結物
レス（黄土）からは、炭酸塩（石灰分）集積の働きによりできた塊が見つかることがあり、人形などに例えられ「黄土人形」「黄土小僧」などと呼ばれる。
ほかに「小僧」の名が付く石には、青森県津軽地方の「津軽小僧」などがある。